# Agelasida
Агеласиди (лат. Agelasida) — ряд губок класу звичайні губки (Demospongiae). Раніше ряд мав назву «Ceratoporellida», авторами таксона були Hartman & Goreau, 1972 року. Пізніше, в 1980 році, ряд був перейменований Германом на Agelasida, через більш відповідну назву.

## Загальна інформація
Демоспонгії характеризуються мегасклерами у формі стилів і увінчані віночками з шипів. Ґрунтуючись на синапоморфіях, в таксон об'єднують дві абсолютно несхожі один на одного групи: Agelasidae зі спонгіновим скелетом і Astroscleridae з вапняним базальним скелетом. У ранніх системах Astroscleridae виділяли як окремий підклас серед Sclerospongia і містилися поруч з Demospongiae.